# Provincia Oum El Bouaghi
Provincia Oum El Bouaghi (în arabă  ولاية أم البواقي) este o unitate administrativă de gradul I (wilaya) a Algeriei. Reședința sa este orașul Oum el-Bouaghi.